# سياسات بيلاروسيا

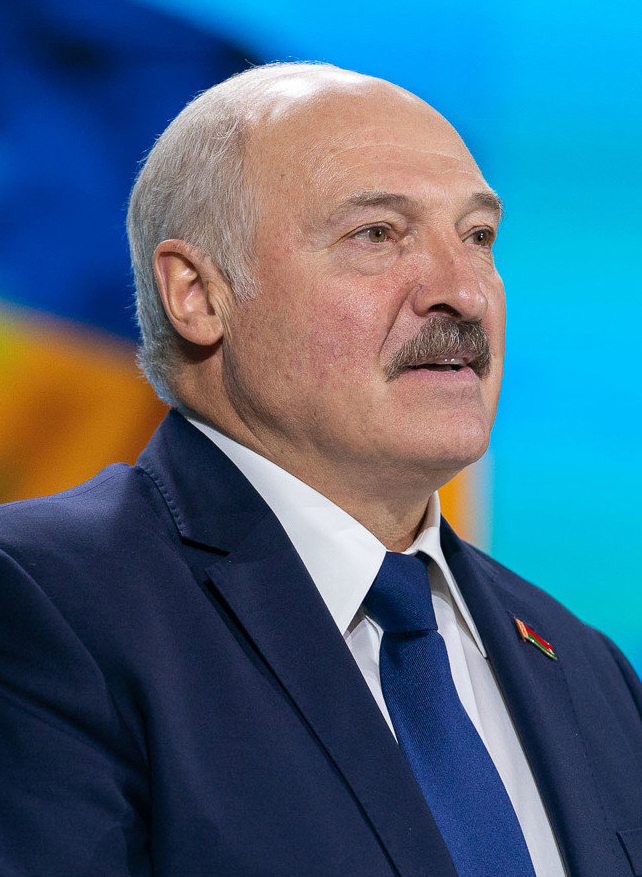

تُمارس السياسة في بيلاروسيا، ضمن نظام جمهوري رئاسي، في برلمان يتألف من مجلسين تشريعيين. رئيس بيلاروسيا هو رأس الدولة. تُمارس السلطة التنفيذية من قبل الحكومة، ويترأسها رئيس وزراء يُعيّن من قبل رئيس الجمهورية. السلطة التشريعية منوطة، بحكم القانون، إلى البرلمان المؤلف من مجلسين تشريعيين، والجمعية الوطنية، ومن ناحية ثانية يمكن للرئيس أن يصدر مراسيم تُنفّذ بالشكل نفسه الذي تُنفذ به القوانين، وفي وقت غير قابل للنقاش.
لم يكن إعلان استقلال بيلاروسيا في 27 يوليو عام 1990، نتيجة أهداف سياسية طويلة الأمد، إنما كان رد فعل على الأحداث المحلية والخارجية. جعل إعلان أوكرانيا عن استقلالها، بشكل خاص، قادة جمهورية بيلاروس الاشتراكية السوفييتية في ذلك الوقت، يدركون أن الاتحاد السوفييتي كان على وشك أن يتفكك، وهذا ما حدث بالفعل.
بعد تأسيس جمهوريةٍ في 25 أغسطس عام 1991، انتُخب ستانيسلاف شوشيفيتش أول قائدٍ روسي، وبقي متوليًا هذا المنصب حتى عام 1994. وجّه شوشيفيتش بلاده خلال تلك الفترة الزمنية، لتصبح حرة من تاريخها السوفييتي، محاولًا التطلّع نحو الغرب. غيّر سلفه، ألكسندر لوكاشينكو، كل ذلك عند توليه منصبه في عام 1994، وبدأ يحول اهتمامه بعيدًا عن الغرب ويعود إلى روسيا. بدأ لوكاشينكو، خلال فترة حكمه، بإعادة مهام حقبة الاتحاد السوفييتي، وأعاد تقديم رموز من بيلاروسيا السوفييتية. تسبب لوكاشينكو، الذي مازال في السلطة، بزيادة التركيز على بلده نتيجة طريقة قيادته لها، والتي كانت تُعتبر استبدادً من قبل البعض، وديكتاتورية من قبل آخرين.

## الخلفية السياسية

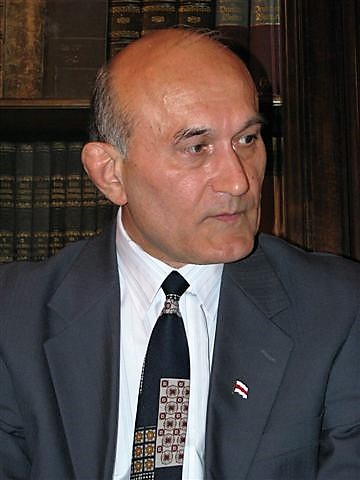
زيانون بازنياك (1944)، سياسي بيلاروسي وناشط عام

### الاستقلال عن الامبراطورية الروسية
كانت المحاولة الأولى لتأسيس دولة بيلاروسية ذات سيادة في التاريخ الحديث، في بدايات عام 1918، مع إعلان استقلال جمهورية بيلاروسيا الديمقراطية. دُمرت الدولة، التي لم تدُم طويلًا، من قبل الغزو السوفييتي في عام 1919. تُعتبر رادا جمهورية بيلاروسيا الديمقراطية، بمثابة حكومة في المنفى، منذ ذلك الحين.
أنشأ البلاشفة حكومة سوفييتية صوريّة لبيلاروسيا في سمولينسك. في عام 1924، انضمت جمهورية بيلاروسيا السوفييتية الاشتراكية إلى الاتحاد السوفييتي إلى جانب روسيا التي يسيطر عليها الاتحاد السوفييتي، وأوكرانيا وشرق القوقاز.

### انتخابات عام 1994
في ذلك الوقت، تبنى المجلس السوفييتي الأعلى دستورًا دخل حيز التنفيذ في 30 مارس، عام 1994، وأنشأ منصب الرئيس، الذي يعتبر الآن رأس الحكومة بدلًا من رئيس الوزراء. نُظمت انتخابات سريعة في شهر يونيو. جاء كيبيش في المرتبة الثانية في الجولة الأولى، بعد أليكسندر لوكاشينكو، الصليبي الشاب المُناهض للفساد. اتخذ كل من كيبيش ولوكاشينكو مواقف مؤيدة لروسيا فيما يتعلق بالشؤون الاقتصادية والسياسية، ودعم كلاهما الوحدة المالية مع روسيا. ودعا لوكيشانو إلى وحدة صريحة مع روسيا، لكن موقفه المناهض للفساد هو الذي جعله يتغلب على كيبش في جولة الإعادة بنسبة 80 بالمئة من الأصوات.